# Sombrero Tostada de mocora

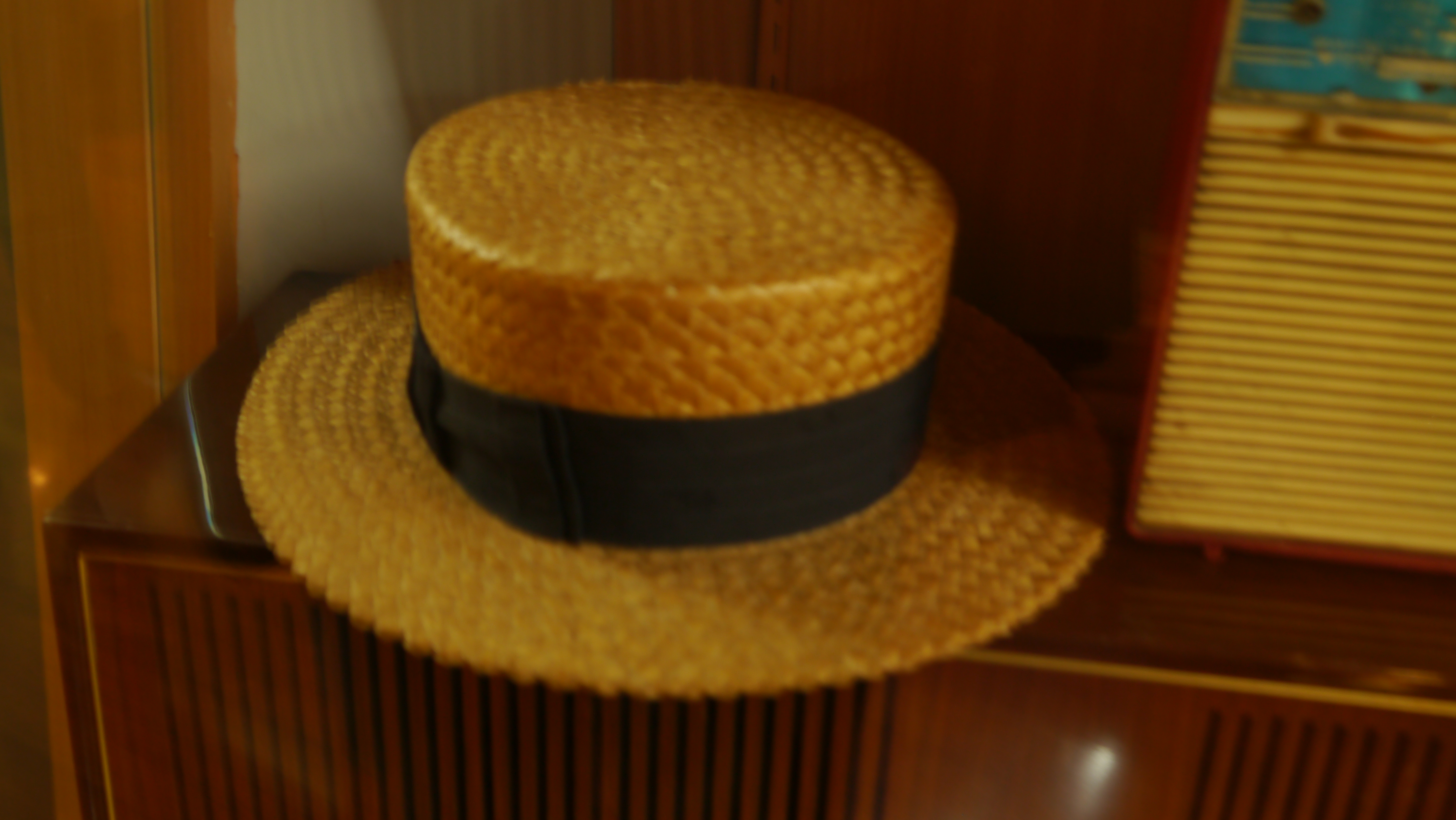
Sombrero típico Tostada

Tostada de mocora es el nombre con el que se conoce a los sombreros confeccionados de paja de mocora en ciertos lugares costeros del Ecuador. La mocora es una palma pequeña de cuyas hojas se extraen fibras para tejer hamacas y sombreros.